# Happy Hour - Verdades e Consequências
Happy Hour - Verdades e Consequências é um filme brasileiro de 2019, do gênero comédia dramática, dirigido por Eduardo Albergaria e estrelado por Letícia Sabatella e Pablo Echarri.
O filme foi selecionado para ser exibido na mostra Première Latina na vigésima edição do Festival do Rio.

## Sinopse
Horácio (Pablo Echarri), um professor universitário argentino, sofre um acidente que muda totalmente sua visão de vida que o faz confessar para sua esposa, a vereadora Vera (Letícia Sabatella), seu desejo de se relacionar com outras pessoas, mesmo que ainda queira continuar casado. Confusa e enfrentando um momento difícil profissionalmente, ela hesita a ideia porém percebe que também precisa, mais do que nunca, proteger seu casamento.

## Elenco
- Letícia Sabatella como Vera Luz: vereadora, esposa de Horácio, recebe uma proposta para se tornar canditada à prefeitura da cidade
- Pablo Echarri como Horácio di Pietro: argentino, professor universitário e marido de Vera
- Luciano Cáceres como Ricardo Serafini: também argentino, chega ao Brasil para estudar e se torna amigo e aluno de Horácio
- Juliana Carneiro da Cunha como Norma Luz: mãe de Vera e Jô
- Chico Díaz como Arlindo: também deputado, é responsável pela campanha eleitoral de Vera à prefeitura
- Aline Jones como Clara: aluna de Horácio, por quem é apaixonada e o persegue no ambiente universitário
- Pablo Morais como Homem-Aranha: um homem que usa máscara de Homem-Aranha e invade residências aterrorizando os moradores
- Letícia Persiles como Joana "Jô" Luz: médica, irmã de Vera, filha de Norma e noiva de Paulo
- Rocco Pitanga como Paulo: noivo de Jô
- Marcos Winter como Luis Othelo Viana: deputado, se candidata a vice-prefeito na mesma chapa de Vera

## Recepção
No site AdoroCinema, o filme conta com 2,1 estrelas de 5 possíveis com base nas resenhas publicadas na imprensa brasileira.
Daniel Schenker, em sua crítica ao jornal O Globo, escreveu: "Albergaria conta com interpretações empenhadas e inspirada trilha de Darío Skenazi, mas apresenta situações pouco críveis – como a súbita e duradoura fama de Horácio – e demonstra dificuldade em entrelaçar os assuntos."
Leonardo Ribeiro, do site Papo de Cinema, disse: "Essa mescla de variações de comicidade – humor insólito, intelectualizado, pastelão – a pitadas mais dramáticas é feita de modo titubeante, sem ritmo, expondo um acúmulo de situações e temáticas secundárias que se conectam fragilmente ao arco principal."
Já Robinson Samulak Alves, do Cinema com Rapadura, escreveu: "Sem soar pedante, o filme consegue passear bem entre estilos, mas se perde nas escolhas narrativas."